# استارودراچنینو
استارودراچنینو (به لاتین: Starodrachenino) یک منطقهٔ مسکونی در روسیه است که در سرزمین آلتای واقع شده‌است.